# Der Levantiner
Der Levantiner (englischer Originaltitel: The Levanter) ist ein Roman von Eric Ambler aus dem Jahr 1972. Es ist ein Politthriller, der vor dem Hintergrund des Nahostkonflikts spielt. Das Werk erschien zuerst bei Atheneum Books, New York; die erste deutsche Ausgabe 1973 im Diogenes-Verlag in einer Übersetzung von Tom Knoth.

## Historischer Hintergrund
Historischer Hintergrund des Romans ist der Nahostkonflikt nach dem Sechstagekrieg von 1967 mit seinen vielfältigen personellen Verquickungen und Machtkonstellationen einer Region, in der ein Vertreter eines bestimmten intelligenten Menschenschlags, der des Levantiners, es schafft, aus größten Schwierigkeiten mit dem Leben davonzukommen, aber aufgrund seiner leicht schlitzohrigen Art nach seinem Abenteuer ein Imageproblem hat.
Amblers Roman gibt Erklärungen für viele Erscheinungen des Nahostkonfliktes seit seiner Entstehung und beschreibt genau, was in den vom Konflikt betroffenen Menschen vorgeht. Die Situation der palästinensischen Flüchtlinge in ihren Lagern und die Entstehung der Fedajin, ihrer Guerillatruppen und ihrer inneren Kämpfe werden ebenso beschrieben, wie die Situation der Israelis, die nach 1948 ihren Staat Israel gründeten, und welche Rolle dabei die britische Mandatsmacht spielte. Ambler ergreift dabei nie Partei, sondern beschreibt exakt und distanziert, allerdings mit britischem schwarzem Humor, die historischen Fakten, wie sie von den westlichen Medien zu der Zeit der 1970er Jahre wahrgenommen wurden.

## Inhalt
Der Unternehmer Micheal Howell, sehr entfernter britischer Abstammung mit libanesisch-armenischer Großmutter und einer zypriotischen Mutter, aus einer alteingesessenen sehr reichen levantinischen Familie, besitzt neben anderen Unternehmen, wie eine Reederei, auch eine Fabrik für Taschenlampenbatterien in Syrien, die allerdings bald verstaatlicht werden soll. In einer Werkstatt dieser Fabrik hat sich, von der Firmenleitung zunächst unbemerkt, der Terrorist Salah Ghaled eingenistet. Er war Mitglied der Partei Fatah und ist nun Anführer einer von Jassir Arafat und anderen realpolitischen Palästinenserführern geächteten Guerilla-Splittergruppe mit dem Namen Palästinensisches Aktionskommando. Mit einigen Genossen und der Hilfe etlicher von ihm mit Waffengewalt bedrohter Angestellter, versucht er seine Katjuscha-Raketen, mit denen er Tel Aviv vom Meer aus beschießen will, einsatzfähig zu machen. Die Sowjets haben zwar die Raketen geliefert, aber keine Zünder. Und die chinesischen Zünder, die als Ersatz bestellt wurden, passen nicht. So versuchen die Aktivisten eine Art Adapter zu basteln, was ihnen jedoch nicht gelingt. Also erpressen sie mit Gewaltandrohung Michael Howell, den Firmenchef und seine Familie, damit er ihnen bei der Lösung des Problems hilft. Als Ingenieur könnte er in der Lage sein, eine passende Konstruktion zu realisieren. Doch Howell gelingt es die Terroristen hinzuhalten und so zu täuschen, dass der Angriff auf die israelische Küste von einem zivilen Frachtschiff aus schließlich fehlschlägt. Aufgrund der Wahrnehmung der öffentlichen arabischen Meinung im Nahen Osten und der damaligen politischen Position der westlichen europäischen linken Presse ist allerdings nun sein Ruf beschädigt und seine Geschäftstätigkeit in der Region erledigt. Michael Howell versucht daher mit Hilfe eines amerikanischen Journalisten, Lewis Prescott, der die Geschichte in seinem Sinne der Öffentlichkeit angemessen darstellen soll, seinen Ruf aufzupolieren.

## Struktur
Der Roman gehört zur zweiten Schaffensperiode Amblers, in der eigentlich ganz normale Menschen ohne ihr Zutun gefährliche Abenteuer durchstehen müssen, dabei ihre Fähigkeiten zum logischen Handeln, ihren Mut und ihre Fantasie unter Beweis stellen, um am Ende doch unverletzt aus ihrer gefährlichen Situation davonkommen. Gleich zu Anfang des Buches zitiert Eric Ambler aus einem Wörterbuch, um den Begriff Levanter (Levantiner) zu erklären.
Das Buch ist in Form eines Berichtes in der Erzähltechnik der Rückblende mit mehreren Handlungsebenen, Showdown und einer Schießerei auf einem Schiff am Ende verfasst. Die verschiedenen beteiligten Personen erzählen die Geschichte in acht Kapiteln aus ihrem Erleben in drei Perspektiven. Zum ersten aus der Sicht des amerikanischen Journalisten Lewis Prescott; zum zweiten aus der Sicht des Unternehmers und der Hauptfigur der Geschichte Michael Howell, und zuletzt aus der Perspektive der bei Howell angestellten italienischen Sekretärin und Geliebten Teresa Malandra. Jedes Kapitel trägt ein Datum und den Namen der erzählenden Person, und so erstreckt sich die Erzählung von einem fiktiven 14. Mai bis zum folgenden August.

## Rezeption und Kritik
In einer Rezension von Gunnar Ortlepp, die der Spiegel 1973 veröffentlichte, wird das Werk hoch gelobt. Auch andere Medien lobten das Werk als Den Roman zum Nahostkonflikt. Eric Ambler erhielt 1972 für den Levantiner den Preis Dagger Award in Gold. In der Zeit hebt der Filmkritiker Hans-Christoph Blumenberg die totale Ambivalenz der Charaktere und ihrer Handlungen, wie sie Ambler bisher noch selten gelungen ist, hervor und lobt die Balance zwischen Faktizität und Fiktion. Das Buch ist auch als dänische, finnische, französische, hebräische, italienische oder spanische Übersetzung erhältlich.

## Ausgaben
- Eric Ambler: The Levanter. Atheneum, New York 1972, OCLC 831313348.
- Eric Ambler, Tom Knoth: Der Levantiner. Diogenes-Verlag, Zürich 1973, ISBN 3-257-01513-5.